# Tekken 6
Tekken 6 (鉄拳6) er et spil til Playstation 3 og Xbox 360.

## Historie
Selvom historien for Tekken 6 ikke er blevet oversat endnu, fan-baseret oversættelser og spil trailers har afsløret at Jin Kazama var vinderen af The King of Iron Fist Tournament 5, og for en ukendt grund havde begyndt at bruge Mishima Zaibatsu for verdensherredømmet, ved at lave krig mellem nogle nationer og selv rumkolonier indtil hele verdenen var i krig.
I mellemtiden, har Kazuya Mishima fundet frem til afdelingen af G Corporation der prøvede på at dræbe ham, og han tager hævn ved at dræbe dem alle. Kazuya tager så kontrol af G Corporation og bruger det som den eneste kraft i verden til at stoppe Mishima Zaibatsu. Ved denne tid, ser verden G Corporation som deres eneste håb og Kazuya er set som en helt, selvom hans rigtige interesser er at dræbe Jin og stjæle hans del af Devil Gene'et til selv at havde verdensherredømmet. Ved at bruge G Corporation's nye popularitet to hans plan, putter Kazuya en løsesum på Jin, død eller levende. Og som det ikke var nok, er Heihachi Mishima syg efter af genvinde hans Zaibatsu, fordi han havde været bevidstløs gennem The King of Iron Fist Tournament 5. Jin, der havde fundet ud af det, annoncerer The King of Iron Fist Tournament 6 til at gøre det af med Kazuya og hans andre fjender en gang for alle.

## Tekken 6: Bloodline Rebellion
I September 2008 blev der annonceret, at Tekken 6 vil få en fortsættelse lide ligesom Tekken 5 – Tekken 5: Dark Resurrection, der vil få to nye figurer, Alisa Bosconovitch og Lars Alexandersson, kaldt Tekken 6: Bloodline Rebellion.

## Figurer

### Tilbagevendende figurer
- Anna Williams
- Armor King
- Asuka Kazama
- Baek Doo San
- Bryan Fury
- Bruce Irvin
- Christie Monteiro
- Craig Marduk
- Devil Jin
- Eddy Gordo (Ekstra Kostume for Christie)
- Feng Wei
- Ganryu
- Heihachi Mishima
- Hwoarang
- Jin Kazama
- Julia Chang
- Lili
- Ling Xiaoyu
- King
- Kuma
- Kazuya Mishima
- Lee Chaolan
- Lei Wulong
- Marshall Law
- Mokujin
- Nina Williams
- Panda (Player 2 kostume for Kuma)
- Paul Phoenix
- Raven
- Roger Jr.
- Sergei Dragunov
- Steve Fox
- Wang Jinrei*
- Yoshimitsu

### Nye figurer
- Bob
- Jack-6 (Jack opgradering)
- Miguel Caballero Rojo
- Leo
- Zafina
- Nancy MIS47J (Bonus boss i arkade versionen)
- Azazel (ikke spilbar, boss)

Nye figurer til Tekken 6: Bloodline Rebellion
- Alisa Bosconovitch
- Lars Alexandersson